# Стони Прери (Охајо)
Стони Прери (енгл. Stony Prairie) насељено је место без административног статуса у америчкој савезној држави Охајо.

## Демографија
По попису из 2010. године број становника је 1.284, што је 448 (53,6%) становника више него 2000. године.
| Група             | 2000.       | 2010.       |
| Белци             | 681 (81,5%) | 967 (75,3%) |
| Афроамериканци    | 8 (1,0%)    | 50 (3,9%)   |
| Азијати           | 2 (0,2%)    | 7 (0,5%)    |
| Хиспаноамериканци | 138 (16,5%) | 237 (18,5%) |
| Укупно            | 836         | 1.284       |